# Patrícia Medici
Emilia Patrícia Medici é uma bióloga da conservação brasileira, que concentra seu trabalho em tapirus (antas).
Fundou a Iniciativa Nacional para a Conservação da Anta Brasileira (INCAB-IPÊ). Publicou pesquisas revisada por pares sobre movimentos de animais no antropoceno com colegas conservacionistas e concluiu que os animais se movem menos em habitats influenciados pelo homem. Sua conferência TED sobre conservação de anta foi vista mais de 1.500.000 vezes.
Dentre diversas atuações promove a colocação de luzes refletivas nas antas, para que os motoristas possam vê-las melhor à noite, evitando assim o atropelamento.

## Prêmios
- 2004, Harry Messel Conservation Leadership Award da International Union for Conservation of Nature.[7]
- 2008, Future for Nature Award.[8]
- 2011, Research Prize do Durrell Institute of Conservation and Ecology
- 2019, National Geographic Buffett Award for Leadership in Conservation.[9]
- 2020, Whitley Awards.[10]